# محمد ديوب
محمد ديوب (بالفرنسية: Mohamed Diop)‏ (14 مايو 1981 بداكار في السنغال - ) هو لاعب كرة سلة سنغالي في مركز هجوم صغير الجسم، شارك في بطولة أمم أفريقيا لكرة السلة 2013 وبطولة كأس العالم لكرة السلة 2014 وبطولة أمم أفريقيا لكرة السلة 2011.

## وصلات خارجية
- Mohamed Diop على موقع الاتحاد الدولي لكرة السلة (الإنجليزية)
- Mohamed Diop على موقع كرة السلة الأوروبية.كوم (الإنجليزية)
- Mohamed Diop على موقع ريلجم (الإنجليزية)
- Mohamed Diop على موقع سبورتس رفرنس (الإنجليزية)